# Kokand 1912
O Kokand 1912 é um clube de futebol uzbeque com sede em Cocanda. A equipe compete no Campeonato Uzbeque de Futebol.

## História
O clube foi fundado em 1912.